# Boloria chermocki
Boloria chermocki är en fjärilsart som beskrevs av Perking och Perkins 1966. Boloria chermocki ingår i släktet Boloria och familjen praktfjärilar. Inga underarter finns listade i Catalogue of Life.